# Бумбуку-тягама

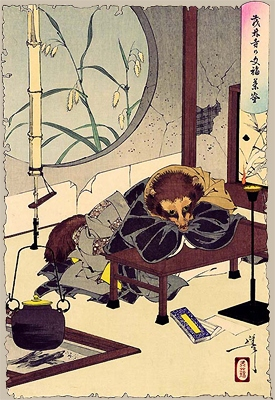
Ілюстрація до казки Цукіоки Йосітосі, 1889—1892

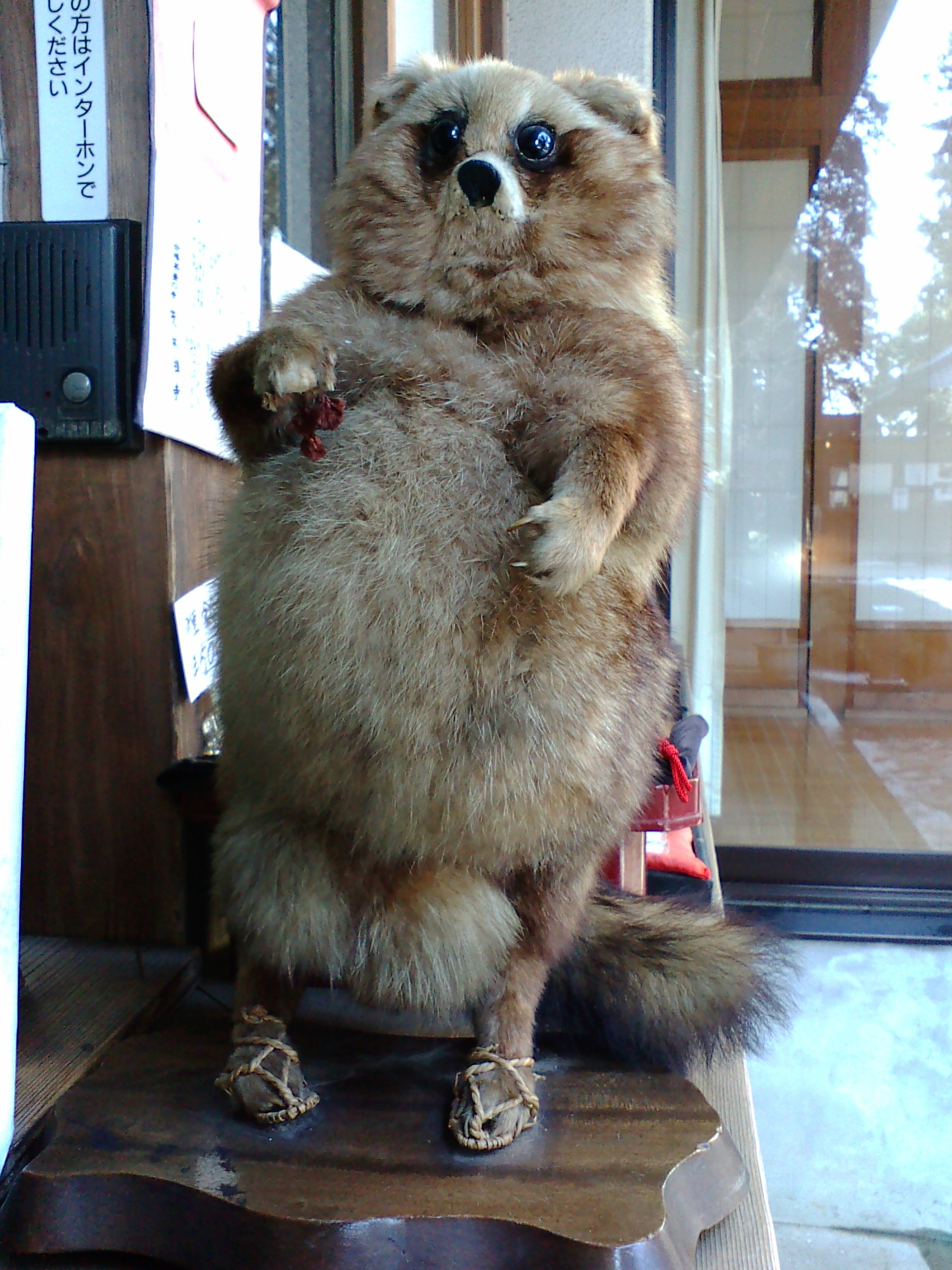
Таксидермічне опудало єнота, що стоїть на задніх лапах і взутий у варадзі, виставлене при буддійському храмі міста Татебаясі

Бумбуку-тягама (яп. ぶんぶく茶釜) — японська народна казка про танукі (єнота-перевертня), який перетворюється на казанок для чаю, щоб винагородити свого рятівника за доброту. Як йокай цей казанок називають Моріндзі-но-кама (яп. 茂林寺の釜, «Казанок із храму Морін»). Вважають, що гаряча вода в чайнику ніколи не закінчується. Казанок з'являється в японській манзі й аніме «Холоднокровний Ходзукі».

## Огляд
У храмі з єнотом поводяться як з чайником і продають; Пізніше він виконує танці та ходить по канаті, а наступний власник, який став шоуменом, набуває величезного багатства.
У більшості версій народної казки єнот або лисиця перетворюються на чайник, щоб їхній друг або благодійник міг отримати прибуток, продавши підроблений чайник, як правило, священнику.
За легендою, Бумбуку-тягама — це назва чайника, що належав священнику Шукаку і виявився стародавнім єнотом або мудзіною. Імовірно, цей чайник досі можна побачити в Маоліні — храмі, в якому служив Шукаку.

## Етимологія
За однією з гіпотез, бумбуку є ономатопеїстичне слово, що імітує звук киплячої води, тоді як символ буку (фуку) в назві означає «щастя» або «талан».
Друге пояснення полягає в тому, що бунбуку, написане як 分福, означає «розділяти (бун) багатство/фортуну/удачу (фуку)»
.
Ще одна теорія стверджує, що правильна назва — Bunbuka (яп. 文武火) , де бунка означає м'яке полум'я, а бука — інтенсивне полум'я. Таке пояснення дає, наприклад, Торіяма Секіен.

## Сюжет
Бумбуку-тягама приблизно перекладається як «щастя, що переповнюється як чайник». Історія розповідає про бідного чоловіка, який знаходить танукі, що потрапив у пастку. З жалості до тварини він звільняє його. Тої ночі танукі приходить у будинок бідняка, щоб подякувати йому за доброту. Він перетворюється на чайний казанок і пропонує людині, продати його за гроші.
Чоловік продає чайний казанок ченцеві, який забирає його з собою, і,після жорсткого очищення, ставить над вогнем, щоб закип'ятити воду. Не витримавши спеки, чайник-танукі відрощує лапи і в такому напівперетвореному вигляді, тікає від ченця.
Танукі повертається до бідняка з іншою ідеєю: створити придорожній цирк-виставу з чайним казанком, що ходить по натягнутому канату, і стягувати вхідну плату з охочих подивитися цей номер. План спрацював, і кожен з компаньйонів отримав вигоду: людина більше не потребувала грошей, а в танукі з'явився друг і будинок.
В одному варіанті цієї історії, Танукі не може повернутися від ченця і залишається в трансформованому вигляді як напівчайник. Вражений чернець вирішує залишити чайний казанок як підношення своєму бідному храму, вирішивши не використовувати його надалі для приготування чаю. Храм врешті-решт стає відомим своїм чайним казанком. який танцює.